# 沙托维兰 (伊泽尔省)
沙托维兰（法語：Châteauvilain，法語發音：[ʃatovilɛ̃]）是法国伊泽尔省的一个市镇，属于拉图尔迪潘区。

## 地理
沙托维兰（45°31'0"N, 5°19'48"E）面积8.82 平方千米，位于法国奥弗涅-罗讷-阿尔卑斯大区伊泽尔省，该省份为法国东南部内陆省份，北起顺时针与安省、萨瓦省、上阿尔卑斯省、德龙省、阿尔代什省、卢瓦尔省和罗讷省。
与沙托维兰接壤的市镇（或旧市镇、城区）包括：叙雪、比奥勒、埃克洛斯-巴迪尼耶尔、莱塞帕尔。

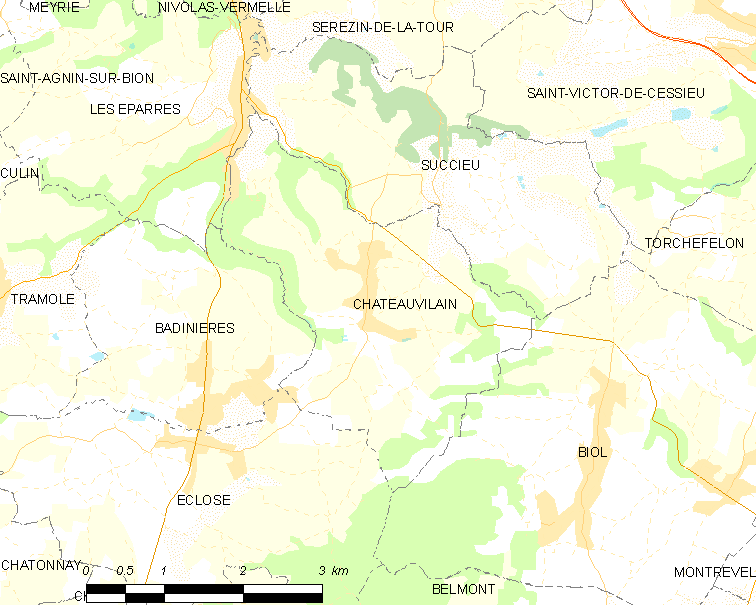
的OSM定位图

沙托维兰的时区为UTC+01:00、UTC+02:00（夏令时）。

## 行政
沙托维兰的邮政编码为38300，INSEE市镇编码为38091。

## 政治
沙托维兰所属的省级选区为布尔关雅略县。

## 人口

1962-2008年间人口变化图示

沙托维兰于2022年1月1日时的人口数量为744人。